# 石洞

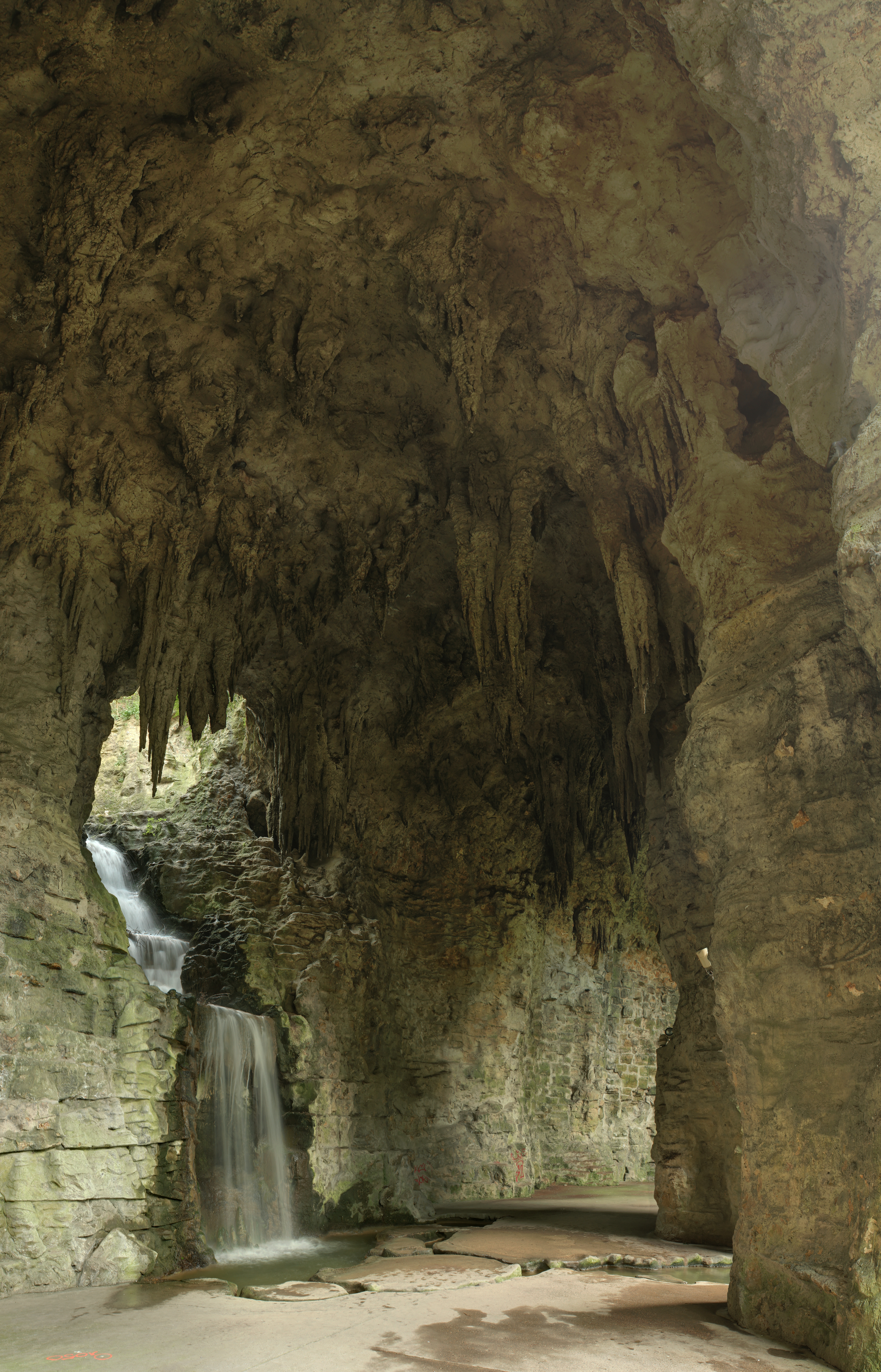
巴黎比特紹蒙的石洞

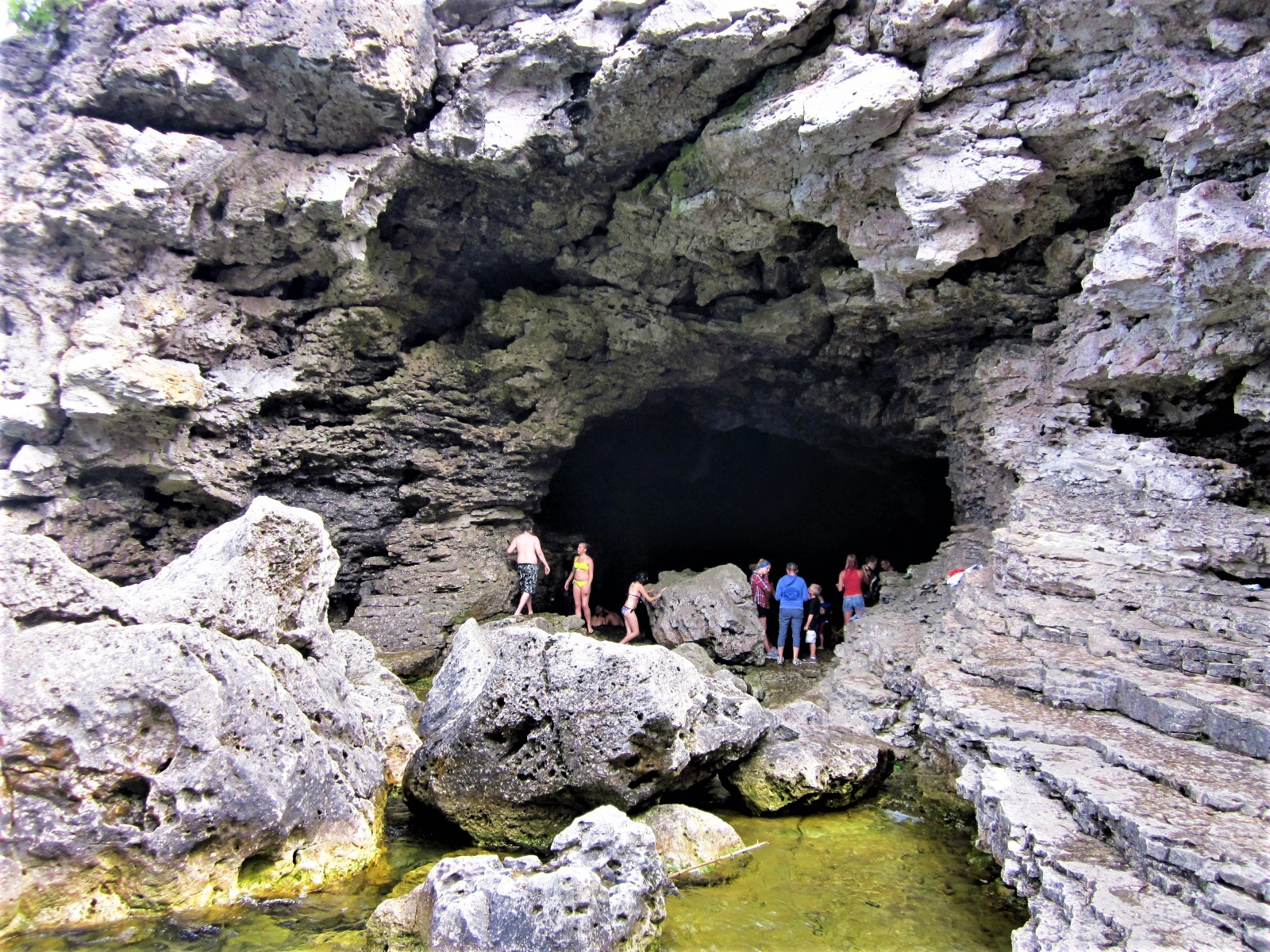
石洞, 安大略省, 加拿大

石洞（英語：grotto）是一種在石體中自然形成或人工開掘的洞穴。其語源經歷了拉丁語—通俗拉丁語—意大利語幾個過程。與中國傳統意義上用於宗教的石窟有所不同，典型的石洞可以以自然風光著稱，或是陳列歷史或史前遺跡。當然，現代開掘的石洞亦有一部分用於宗教目的。
著名的石洞地標有北馬里亞納群島塞班島上的海蝕石洞等。

## 宗教石洞
如今，購買和建造人造石窟是為了裝飾和宗教目的。它們經常被用作神殿，在戶外花園中放置聖人的雕像，特別是聖母瑪利亞的雕像。
許多羅馬天主教徒參觀了伯爾納德·蘇比魯 (Bernadette Soubirous) 看到盧爾德聖母顯靈的石窟。許多花園神殿都是仿照這些幽靈而建的。 它們通常可以在花園和教堂等地方看到（參見盧爾德石窟 Lourdes grotto)。
最大的石洞被認為是愛荷華州西本德的救贖石洞。

## 延伸閱讀
以下著作追索了石洞的起源、發展及現代石洞的樣貌。
- Jackson, Hazelle. . England: Shire Books. 2001.
- Jones, B. . London. 1953.
- Miller, Naomi. . New York: Braziller. 1982.